# Zürichi béke
A zürichi béke az a szárd–francia–osztrák háborút lezáró békeszerződés volt, amely 1859. november 10-én jött létre a villafrancai előzetes fegyverszüneti egyezmény alapján a Habsburg Birodalom, a Francia Császárság és a Szárd Királyság között.

## Feltételei
A békekötés feltételei szerint Ausztria Lombardiára való igényeit (az osztrák Erődnégyszöghöz tartozó Peschiera del Garda és Mantova erődítmények kivételével) átruházta Franciaországra, amely viszont a Szárd Királyságnak adta át. Másrészt a Szárd Királyság átvállalta a Lombard–Velencei Királyság államadósságának három-ötödét, és az 1854. évi államkölcsönből 40 millió forintot. A békekötés szövegében nem volt szó az olasz szövetségről, amelyet a tárgyalások kilátásba helyeztek. Hasonlóképpen nem volt szó a közép-itáliai államok elűzött uralkodóiról, akiknek jogait a francia–osztrák külön szerződés szabályozta.

## Hatása
A zürichi békeegyezmény Ausztria, vagyis a Habsburg Birodalom számára területi és presztízsveszteséget jelentett, valamint átrajzolta Európa hatalmi térképét. A békekötés hatására az elkövetkező években több belháborút követően megtörtént Itália egyesítése, és 1861-ben megszületett az Olasz Királyság, mely 1946-ig maradt fenn. Az Olasz Királyság az 1866-os porosz–osztrák–olasz háborút kihasználva megszerezte Veneto tartományt is, ezzel európai hatalmi tényezővé vált. Az új hatalmi és érdekviszonyok elvezettek az első világháborúig.